# Железничка станица Ужице
Железничка станица Ужице је једна од железничких станица на прузи Београд—Бар. Налази се насељу Ужице у граду Ужицу. Пруга се наставља у једном смеру ка Стапарима и у другом према Ужице теретној. Железничка станица Ужице састоји се из 3 колосека.

## Повезивање линија
- Пруга Београд—Бар